# Diagram czasoprzestrzenny
Diagram czasoprzestrzenny – geometryczna ilustracja czasoprzestrzeni. Diagram czasoprzestrzenny skonstruowany został przez Hermanna Minkowskiego.
Na tym diagramie współrzędnymi są odległość przestrzenna i czas. Możliwe jest określenie zdarzeń równoczesnych, stożka przyczynowości i rozgraniczenie zdarzeń na przeszłe i przyszłe. Wykres stosowany jest do prezentacji zjawiska dylatacji czasu, skrócenia Lorentza, paradoksu tyczki i stodoły, przechylania stożka świetlnego w pobliżu horyzontu czarnej dziury, jak również opisuje teoretyczne wnioski z istnienia cząstek poruszających się z prędkością większą od prędkości światła w próżni (tachionów).
Do określenia związku przyczynowego na diagramie stosowany jest interwał czasoprzestrzenny, który uwzględnia różnice między metryką euklidesową a lorentzowską. Pojedynczy punkt diagramu nazywany jest zdarzeniem.